# Mattram
Mattram (Tanacetum parthenium (L.) Sch.Bip.) är en ört i familjen korgblommiga växter. Den kan förekomma såväl ettårig som flerårig.

## Beskrivning
Stjälkarna står rakt upp, grenar sig och kan bli upp till 6 dm höga.
Bladen är ljusgröna och delar sig djupt i flera flikar.

Blomkorg

Kvast

Blommar juli — september. Blommorna sitter i ca 2 cm breda korgar kvastlikt ordnade i stjälktopparna. Blomman liknar i någon mån prästkrage med vita, tunglika kantblommor och gula, rörformade diskblommor. Ibland saknas kantblommor, så att bara den gula mitten finns kvar.
Mattram är mycket fruktsam och sprider sig lätt över stora ytor. Till stor överlevnadsförmåga bidrar att växten är mycket härdig. Den klarar sig ända ner till –30 °C. (USDA-zon 5.)
Kromosomtal normalt 2n = 18 (Sporopfyt).
I Ryssland har man funnit även en diploid variant med 2n = 36 och i Spanien en variant med 2n = 9 (Gametofyt).

## Habitat

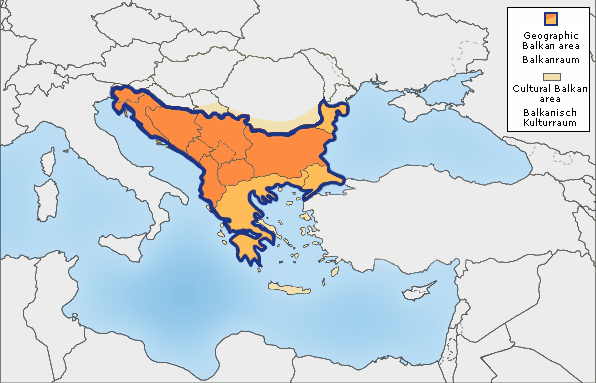
Balkan kan definieras på flera sätt
Teckenförklaring i övre högra hörnet. Vänsterklicka på bilden för förstoring

Mattram har sitt ursprung på Balkan och har därifrån spritt sig till att bli vildväxande i sydöstra och östra  Europa, Nordafrika och sydvästra till sydöstra Asien.
Finns även i Argentina, Australien, Bolivia, Brasilien,  Chile, Colombia, Costa Rica, Ecuador, El Salvador, Guatemala, Honduras, Kalifornien, Kanada, Kina, Mexiko, Panama, Peru, Venezuela, Västindien.

## Biotop
Soligt.

## Etymologi

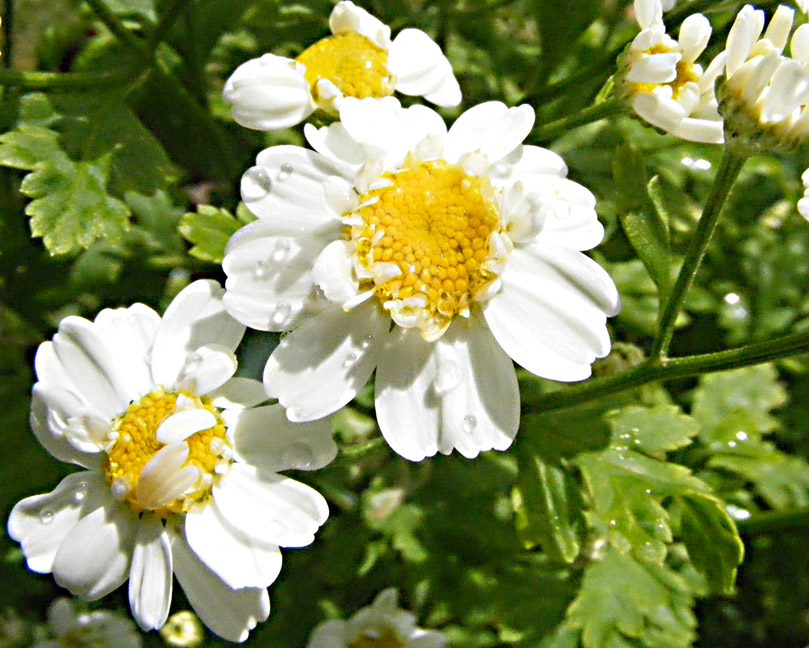
Mattram

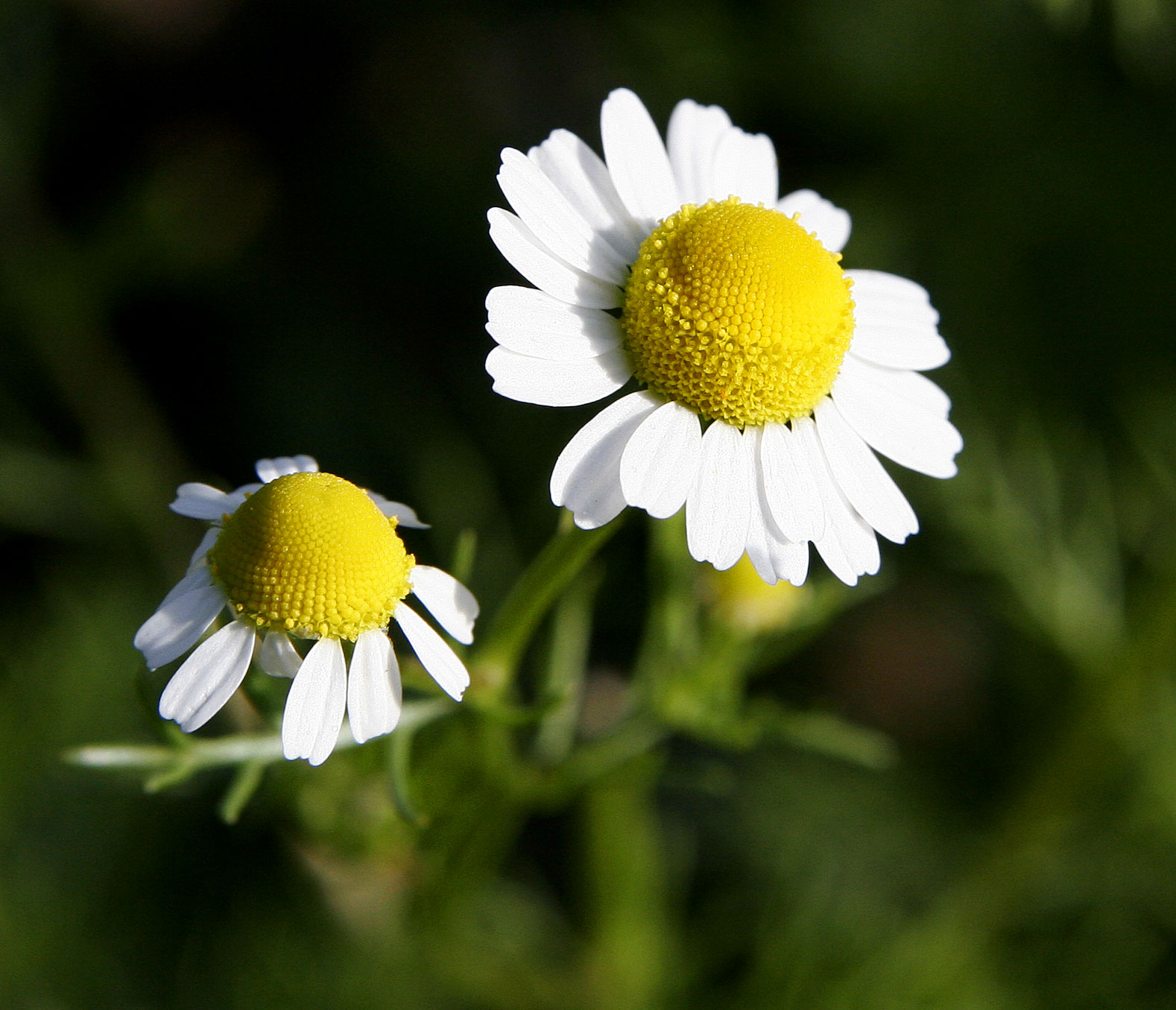
Kamomill Matricaria recutita

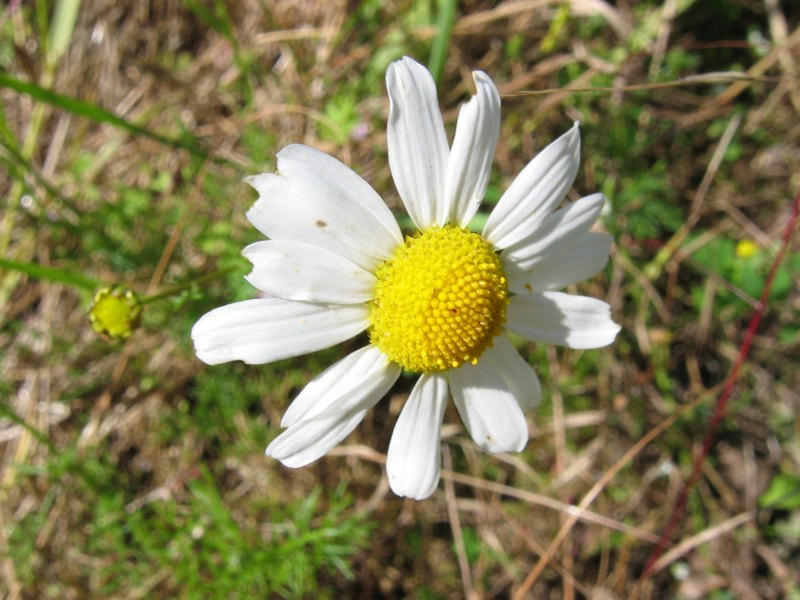
Baldersbrå, Tripleurospermum perforatum

- Släktet. När Linné gav släktet namnet Tanacetum inspirerades han måhända av att Tanazita var ett växtnamn nämnt i Capitulare de villis från år 812.

Ett annat antagande är att Tanacetum härleds från grekiska athanasia = odödlig, evigt liv med syftning på antingen den långa blomningstiden eller på att mattram lätt sprids till rent invasiva mattor.
- Artepitetet parthenium härleds från grekiska parthenos = flicka, jungfru. Det anses syfta på att de gamla grekerna använde mattram som botemedel mot kvinnosjukdomar.
- Det svenska namnet mattram kommer av Matricaria som är det vetenskapliga namnet på släktet kamomiller, som också tillhör familjen korgblommiga växter, och vars blommor i hög grad liknar mattramblommor.

Baldersbrå kan vara en förväxlingsart.

## Bygdemål
| Namn    | Trakt | Referens |
| ------- | ----- | -------- |
|         |       |          |
| Bertram | ?     | [ 3 ]    |
| Matram  | ?     | [ 3 ]    |

## Användning
Ofta odlad i trädgårdar som prydnadsväxt. Därifrån finns ibland rymlingar, som etablerar sig i orörd natur.

### Läkeväxt
I folkmedicin har mattram används som febernedsättande — det engelska traditionella namnet, feverfew, antyder just detta — mot migrän, matsmältningsbesvär och artrit.
Feverfew härleds från latin febrifugia = feberflykt.
Ett eller två blad om dagen förebygger huvudvärk.
Aktivt ämne är bl a parthenolide, C15H20O3.
En vetenskaplig undersökning har givit stöd för att parthenolide är verksamt mot Herpes simplex-virus.
Mattrams medicinska egenskaper har varit kända länge. Redan greken Pedanius Dioskorides, som levde under första århundradet av vår tideräkning, skrev att mattram var bra mot inflammationer.

## Sorter
- 'Multipex' – En vanlig sort i trädgårdar. Diskblommorna har helt eller delvis ersatts av strålblommor och ger därmed blommorna ett "dubbelt" utseende.
- 'Golden Ball', Matricaria eximia, – En extrem åt andra hållet: strålblommor saknas helt och hållet. Se avsnitt Bilder nedan.

## Synonymer
- Aphanostephus pinulensis J.M.Coult ex Donn.Sm., 1891 [6]
- Chamaemelum parthenium (L.) E.H.L.Krause, 1905
- Chrysanthemum parthenium (L.) Bernh., 1800
- Chrysanthemum parthenium (L.) Cav., 1803 isonym
- Chrysanthemum parthenium (L.) Pers., 1807
- Chrysanthemum persicum (Boiss.) Nábelek, 1925
- Dendranthema parthenium (L.) Des Moul., 1855
- Leucanthemum odoratum Dulac, 1867 nom. illeg.
- Leucanthemum parthenium (L.) Godr. & Gren., 1890
- Leucanthemum parthenium var. discoideum auct.
- Leucanthemum parthenium var. flosculosum Cariot & St.-Lag.
- Matricaria florida Salisb., 1796 nom. illeg.
- Matricaria odorata Lam., 1779 nom. illeg.
- Matricaria parthenium L., 1753
- Matricaria vulgaris Gray, 1821 nom. illeg.
- Pontia matricaria Bubani, 1899 nom. illeg.
- Pyrethrum matricaria Vill., 1860 nom. illeg.
- Pyrethrum partheniifolium Willd.
- Pyrethrum parthenium (L.) Sm., 1800
- Pyrethrum parthenium var. multiplex N.H.F.Desp.
- Pyrethrum persicum Boiss., 1846
- Tanacetum partheniifolium (Willd.) Sch.Bip., 1844

## Bilder

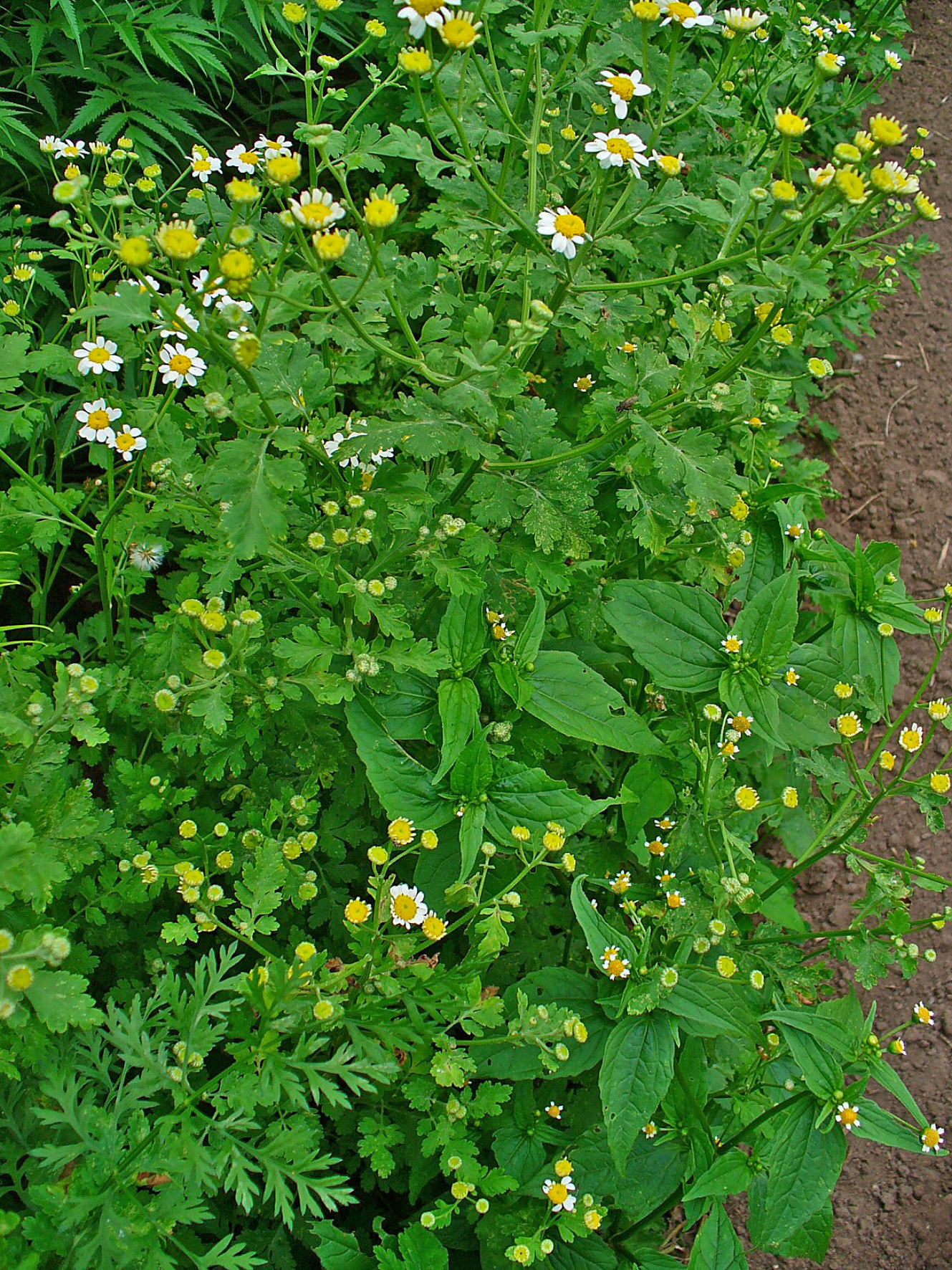
Habitat
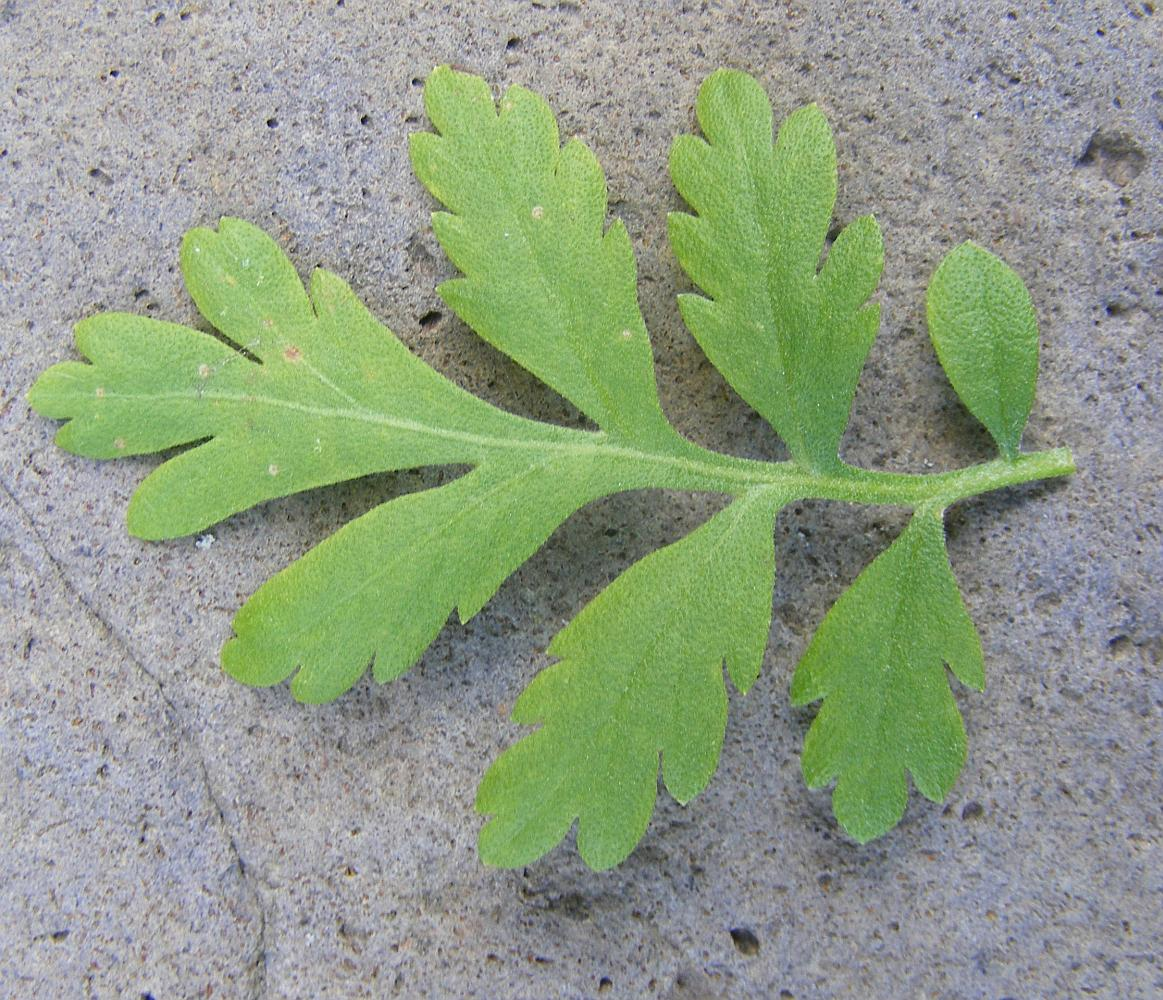
Blad
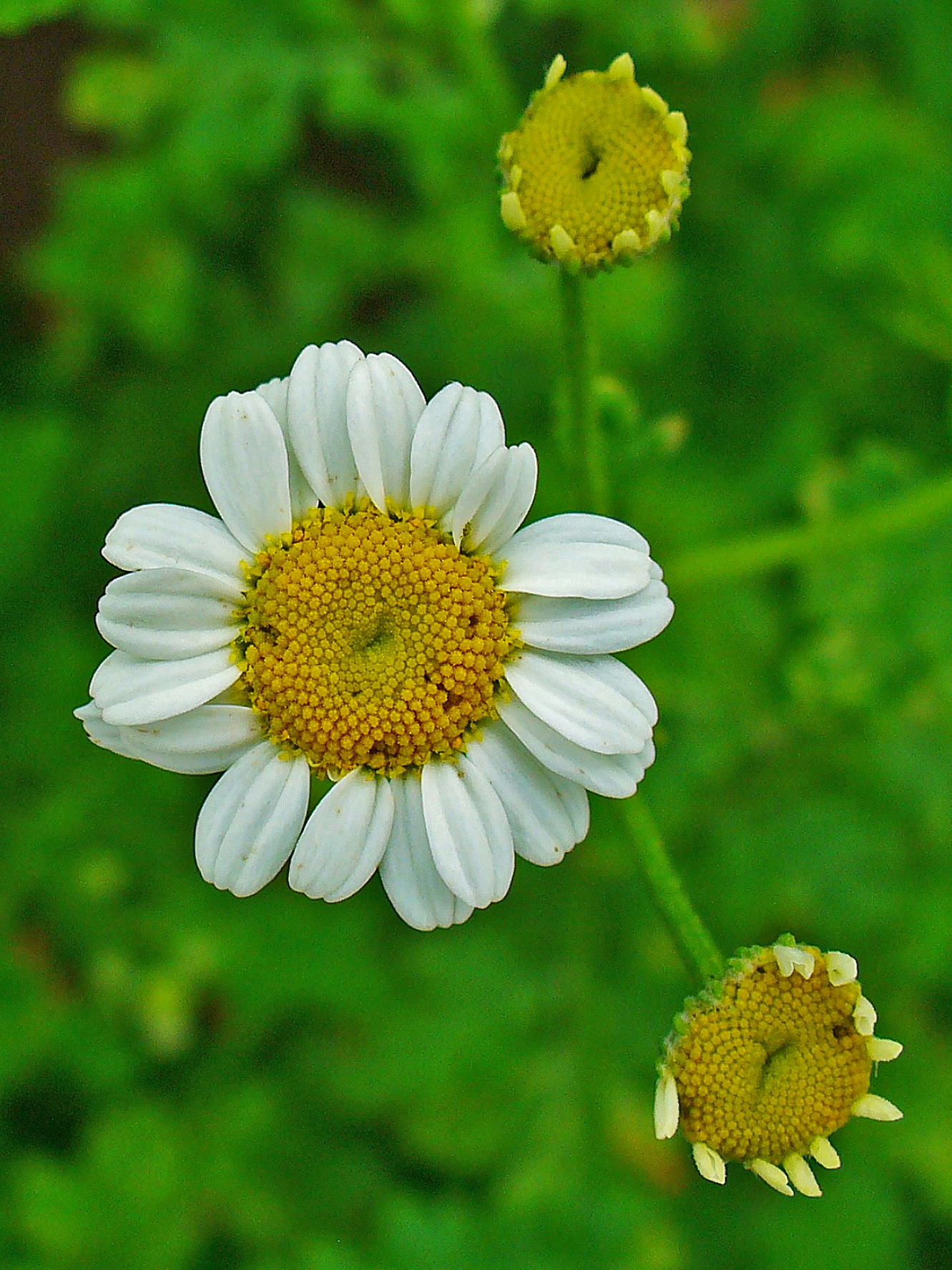
Två blommor saknar kantblad
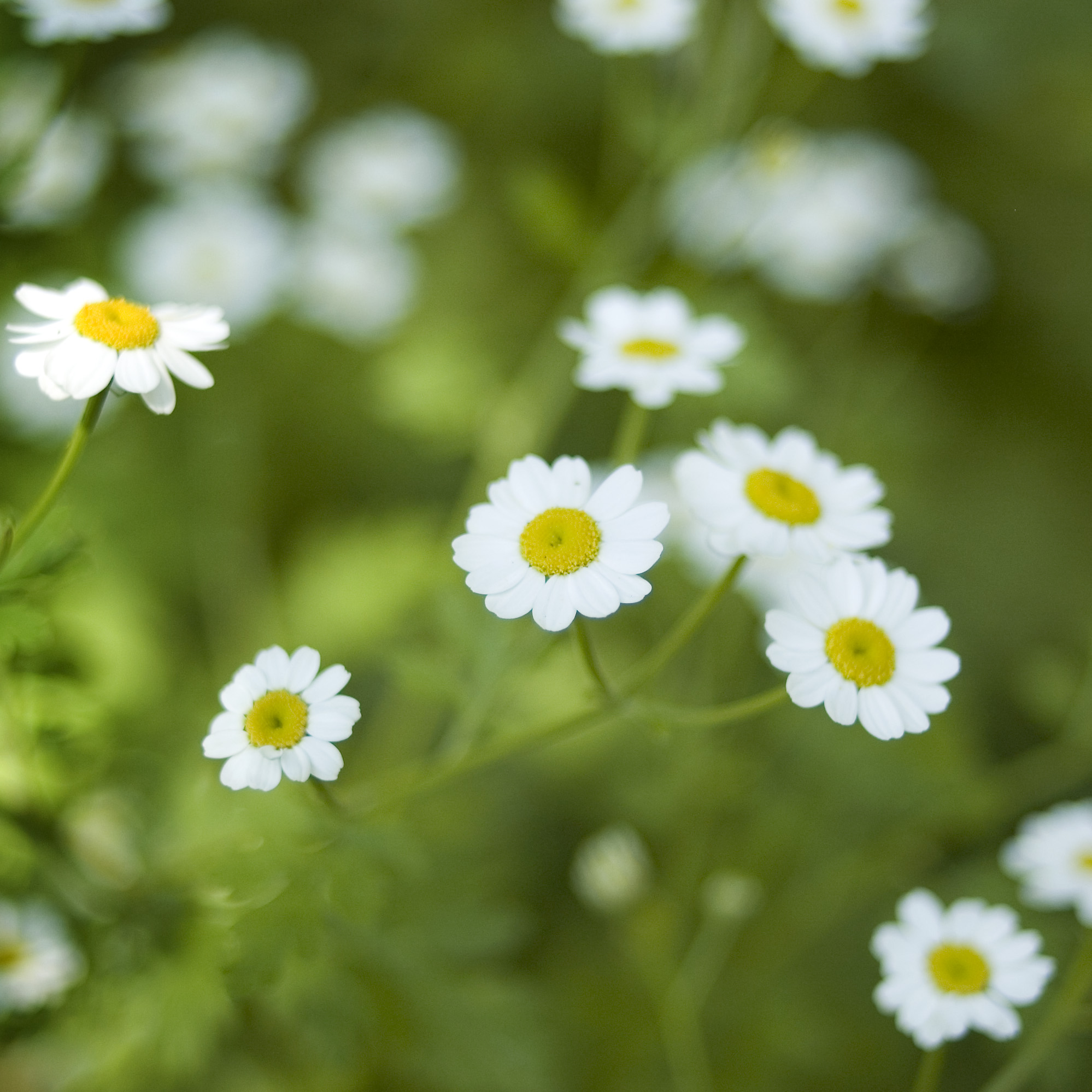
En liten kvast
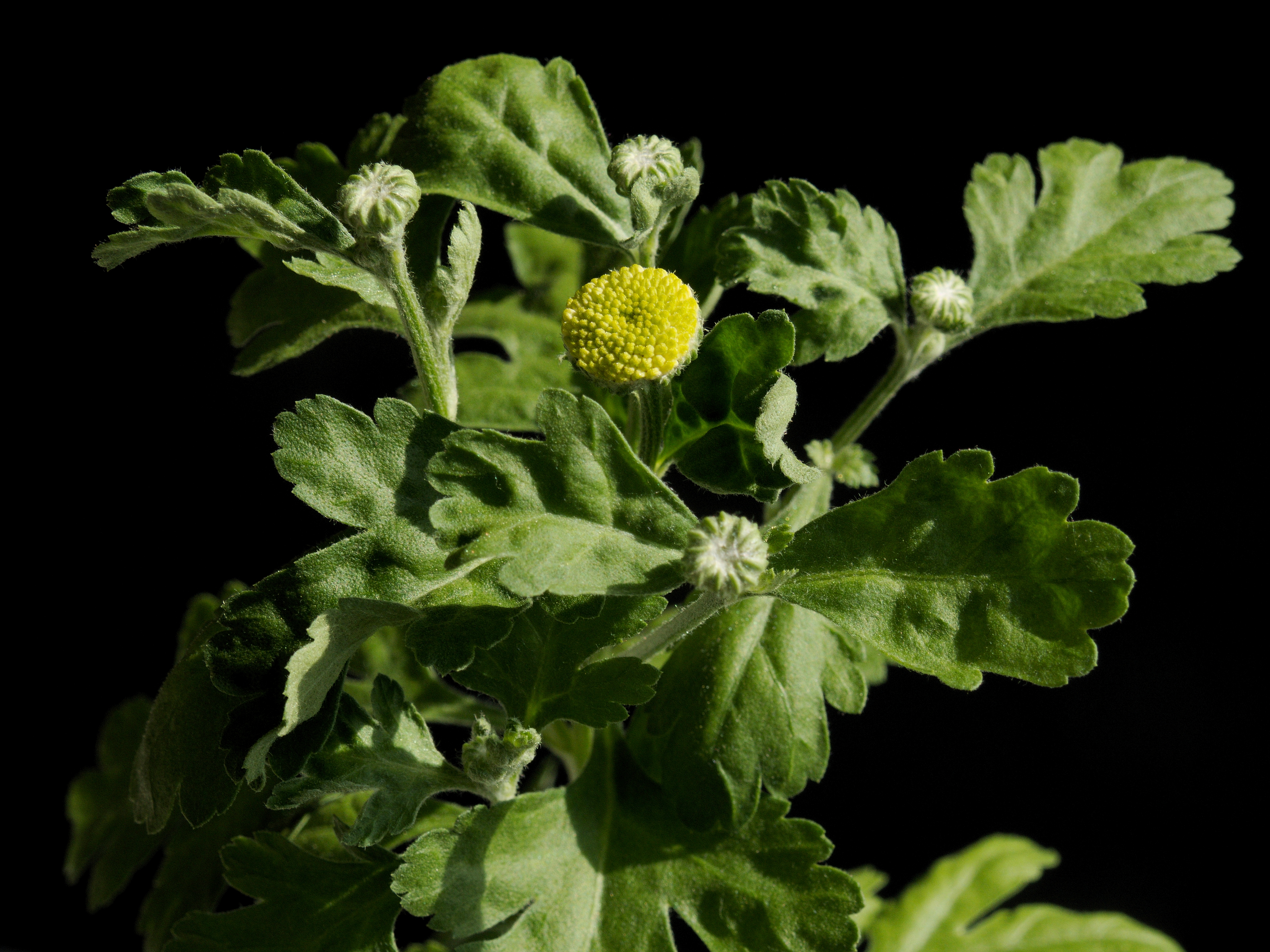
Odlad sort, Matricaria eximia, 'Golden Ball' Kantblommor saknas alltid hos denna variant. "Bollens" diameter ca 1 cm.